# Belęcin

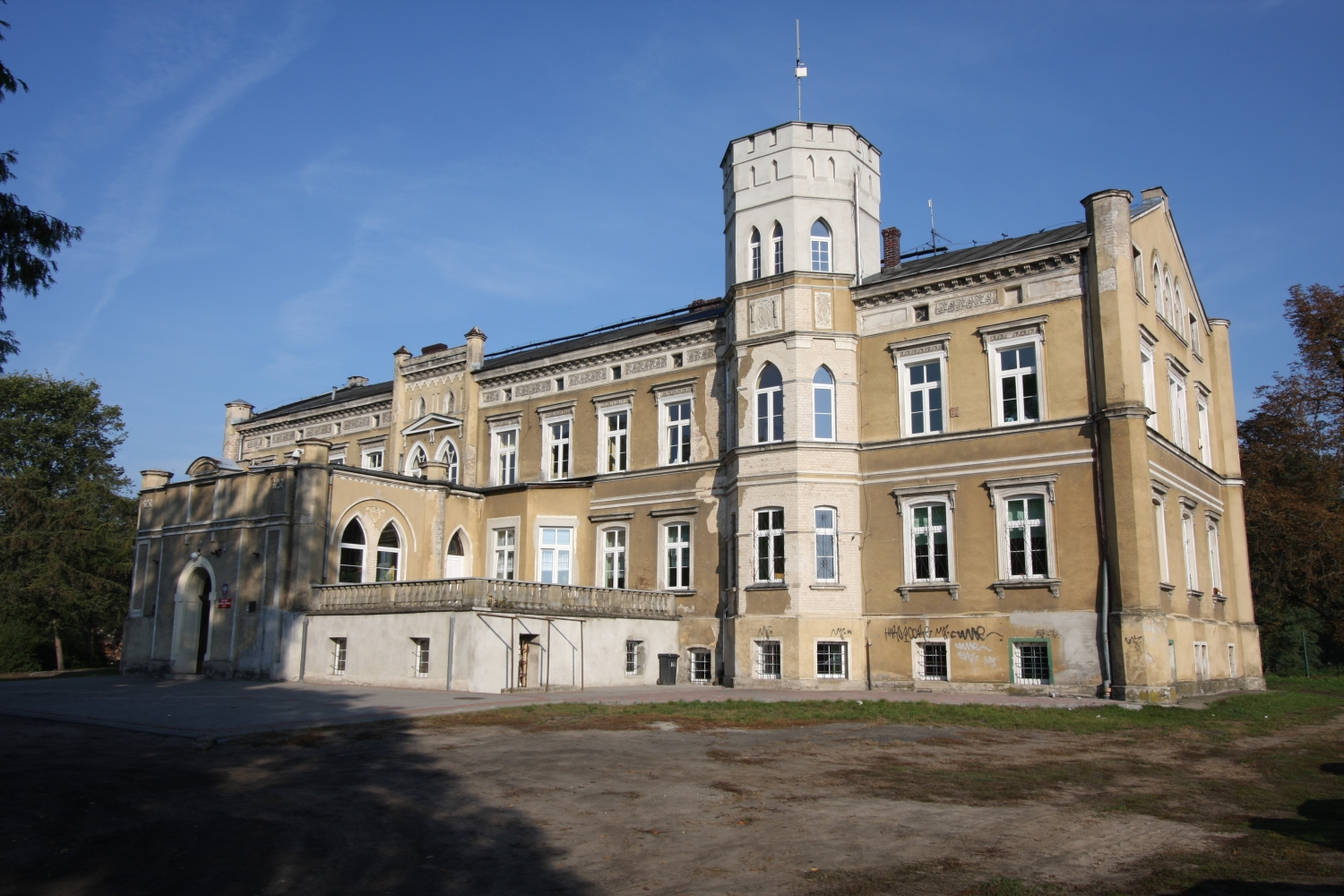
Schloss Belęcin

Belęcin (deutsch Belencin) ist ein Dorf in der Gemeinde Siedlec, im Powiat Wolsztyński in der polnischen Woiwodschaft Großpolen. Der Ort liegt rund zwölf Kilometer nordwestlich von Wolsztyn und rund 65 Kilometer südwestlich von Posen. Im Jahr 2021 war eine Einwohnerzahl von 667 verzeichnet.
Durch Belęcin verläuft die Bahnstrecke Leszno–Zbąszyn mit der Haltestelle Belęcin Wielkopolski.

## Kulturdenkmale
Unter Denkmalschutz steht seit 1974 das Schloss Belęcin, ein aus der zweiten Hälfte des 19. Jahrhunderts stammendes Gebäude mit zugehörigem Schlosspark.

## Persönlichkeiten
- Gottlob Sebastian von Lucke (* 1745 in Belentschin; † 1762 in Leipzig), Dichter.